# Succession to the Crown Act 2015 (Australien)
Australiens tronfølgelov (engelsk: Succession to the Crown Act 2015) blev vedtaget i marts 2015.

## Konferencen i Perth
Tronfølgeloven bygger på de principper, som Australiens daværende premierminister Julia Gillard fik vedtaget på en konference, som Statssamfundets premierministre holdt i Perth, Vestaustralien i oktober 2011.
Det vigtigste princip fra Perth er, at mænd, der fødes efter den 28. oktober 2011, placeres efter deres ældre søstre i tronfølgen.

## Vedtagelse i delstaterne
Fra maj 2013 til marts 2015 blev tronfølgelovene vedtaget i delstatsparlamenterne, og de blev stadfæstede af guvernørerne.
- New South Wales: vedtaget den 28. juni 2013 og stadfæstet den 1. juli samme år.
- Queensland: vedtaget den 2. maj 2014 og stadfæstet den 14. maj samme år.
- Sydaustralien: vedtaget den 14. juni 2014 og stadfæstet den 26. juni samme år.
- Tasmanien: vedtaget den 29. august 2013 og stadfæstet den 12. september samme år.
- Victoria: vedtaget den 17. oktober 2013 og stadfæstet den 22. oktober samme år.
- Vestaustralien: vedtaget den 24. februar 2015 og stadfæstet den 3. marts samme år.

Nordaustralien er et territorium, ikke en delstat. Derfor var der ikke noget krav om, at Nordaustralien skulle godkende tronfølgeloven. Loven blev alligevel godkendt af det lokale parlament, og godkendelsen blev stadfæstet af Nordaustraliens administrator den 8. november 2013.

## Vedtagelse i forbundsstaten
Loven blev vedtaget af det australske forbundsparlament den 19. marts 2015, og den blev stadfæstet af generalguvernøren den 24. marts 2015. Den trådte i kraft den 26. marts 2015.